# Zé Cabra
Casimiro António Serra Afonso, conocido como Zé Cabra (Gralhòs, Macedo de Cavaleiros, 25 de junio de 1965), es un cantante popular y animador portugués. Se hizo especialmente conocido desde 2001 por cantar de forma desafinada, siendo considerado uno de los peores cantantes de Portugal.
El estilo desafinado de Zé Cabra, su marca personal, ha hecho que su nombre se convierta en sinónimo de alguien que canta mal o, incluso, para definir a alguien sin talento en otras áreas, como el fútbol. El presidente de Portugal, Marcelo Rebelo de Sousa, y la actriz Olívia Ortiz, son algunos de los nombres que se han señalado como "cantando peor que Zé Cabra". También Bruno de Carvalho, en su momento dirigente del Sporting Clube de Portugal, declaró sobre su antiguo vicepresidente, Carlos Vieira, que este estaba para las reestructuraciones financieras "como Zé Cabra para la música."

## Biografía
Casimiro Afonso trabajó como carpintero, pintor de casas, empleado de limpieza y de restauración, habiendo estado veinte años emigrado en Francia, siempre con la ambición de ser músico.
En 1997, con 32 años, pagó 15 mil euros para lanzar su primer disco, Deixei Tudo Por Ela. La música se hizo especialmente conocida en 2001, cuando un grupo de estudiantes colocó sus canciones en Internet, siendo luego descubierto por el equipo del programa matutino de Rádio Comercial, que comenzó a transmitir sus canciones en el programa "O Homem que Mordeu o Cão", de Nuno Markl. En el mismo año, graba el tema São Lágrimas. Ambos temas son, hasta hoy, los más exitosos y conocidos por el público.
El apodo de Zé Cabra surgió cuando, en un cartel de un espectáculo para estudiantes, su nombre apareció incorrectamente como Zé Afonso. Alguien tachó "Afonso" y escribió "Cabra", quedando desde entonces conocido como "Zé Cabra".
El CD Deixei tudo por ela fue uno de los mayores éxitos del verano de 2001, vendiendo más de 40 mil ejemplares. El tema es parte de una lista de los éxitos de verano más extraños de todos los tiempos, cuyo éxito debería ser objeto de estudio, elaborada por el periódico español El País.
Durante 2001 participó en muchos espectáculos en vivo, siendo destacado en el talk show Herman SIC, de Herman José.
Luego se lanzó el CD Malas à Porta, todavía por Espacial, pero sin el éxito del primer disco. Los dos primeros discos fueron producidos por Ricardo Landum.
En 2003, tras realizar aproximadamente 300 espectáculos en Portugal y en el extranjero, Zé Cabra se dedicó a la restauración, abriendo una pastelería en una zona residencial en las afueras de Viana do Castelo, la cual acabaría vendiendo.
Fue invitado a participar en el cortometraje "Um Homem" de Laurent Simões donde aparece cantando, y para actuar en vivo en la conocida sala Maxime, lo cual ocurre el 28 de abril de 2006. Al año siguiente se edita un DVD, dirigido por Laurent Simões, presentado en la Feria Erótica de Lisboa.
Grabó varias versiones de éxitos portugueses como "Dunas", "Patchouli" y "A Minha Casinha" pero no obtuvo autorización para grabar estos temas.
En 2007, vivía únicamente de los ingresos de su música, participando en eventos con regularidad, aunque con cachés mucho menores que los que conseguía en el apogeo de su carrera.
En 2008, editó un nuevo CD, "Vou-te Saltar Pra Cima".
En abril de 2010 fue uno de los retratados en un reportaje de SIC titulado "Y después de la fama".

### Maria Leal
La cantante Maria Leal, por su estilo musical, ha sido comparada como una especie de versión femenina de Zé Cabra, quien en 2016 declaró haber visto en Maria Leal competencia a su altura, acusándola incluso de haberle robado un espectáculo.
En 2017, durante una gira de Maria Leal, la artista accedió al deseo de los fans y cantó a dúo con Zé Cabra el éxito Deixei Tudo Por Ela.
En 2018, los dos artistas participaron juntos en la fiesta de fin de año escolar de la EB 2/3 de São Rosendo y Secundaria Tomaz Pelayo, en Santo Tirso.
En octubre de 2019, el cantante Toy declaró que los dos artistas, que volverían a actuar juntos días después como principal atracción de una fiesta de Halloween en el Malibu Club Arazede, en Arazede, en la región de Coimbra, son, por la baja calidad de su arte, aquellos con los que jamás sería capaz de cantar en dueto.

### Regreso en 2019
En 2019, tras 11 años sin grabar, lanzó un nuevo álbum, Dançar, curtir até cair, combinando originales con los dos temas más conocidos por el público, Deixei Tudo Por Ela y São Lágrimas.
En mayo del mismo año, el músico Fernando Daniel, respondiendo a un desafío lanzado por RFM, hizo una versión alternativa del tema Deixei Tudo Por Ela.

## Discografía[21]
- Deixei tudo por ela (CD, Espacial, 2000)
- Malas À Porta (CD, Espacial, 2000)
- Zé Cabra Ao Vivo, MAXIME, 28 de abril de 2006 (DVD, Unimundos, 2007)
- Vou-te Saltar Pra Cima (CD, Ediciones Norte Som, 2008)
- Dançar, Curtir Até Cair (CD, Espacial, 2019)